# Тумеллер
Тумеллер (кум. Тюмеллер) — село в Кайтагском районе Республики Дагестан. Входит в состав муниципального образования сельское поселение «сельсовет Янгикентский».

## География
Расположено в 7 км к северу от районного центра — села Маджалис. в 6 км от горы Шах-тепе.

## История
Точной даты основания села неизвестно, но есть записки о сословно-поземельном строе в Кайтаге  1871 года, где говорится:
Основание сел. Маджалис приписывают Султан-Ахмет уцмию, умершему в конце XVI в. Есть основание предполагать, что селения Янгикент и Туманляр имели такое же основание, ибо большинство жителей первого составляют евреи и мусульмане, происходящие от чагар, поселенных уцмиями; впрочем, поверенные от жителей этого селения показали, что до поселения евреев и чагар селение это уже существовало и большинство мусульманского населения считается по происхождению от узденей. Жители же второго селения (Туманляр) все считаются  по происхождению от уцмиевских чагар.
Жители сел. Туманляр и часть мусульманского населения Янгикента (1/4 часть, по показанию поверенных от еврейского общества этого селения) считаются по происхождению чагарами, но состояние этого сословия они утратили уже давно. Янгикентские чагары [утратили его], если не ранее, то, несомненно, с тех пор, как это селение после измены нашему правительству Адиль уцмия было конфисковано в казну (Чагарское сословие соответствует бывшему у нас крепостному состоянию). О времени выхода жителей сел. Туманляр из состояния чагар нет никаких сведений: сами жители этого селения не признают себя даже по происхождению от чагар. Капитан Абдула-бек, которому они отбывают повинности, считает их происходящими от чагар, поселенных некогда уцмием, но между прочим показал, что ни он (ему около 60 лет от роду), ни отец его никогда не продавали и не брали к себе в дом в услужение жителей этого селения; следовательно, если и допустить, что они по происхождению от чагар, то это состояние они утратили так давно, что время это исчезло даже из памяти народной.

## Население
| 1895 | 1926 | 1939 | 1970 | 1989 | 2002 | 2010 |
| ---- | ---- | ---- | ---- | ---- | ---- | ---- |
| 222  | ↗224 | ↗238 | ↘212 | ↗217 | ↗242 | ↗282 |
| 2021 |      |      |      |      |      |      |
| ↗372 |      |      |      |      |      |      |

По данным Всероссийской переписи населения 2010 года:
| № | Национальность | Численность, чел. | Доля   |
| - | -------------- | ----------------- | ------ |
| 1 | кумыки         | 255               | 90,4 % |
| 2 | даргинцы       | 27                | 9,6 %  |

По данным Всероссийской переписи населения 2021 года:
| №        | Национальность | Численность, чел. | Доля    |
| -------- | -------------- | ----------------- | ------- |
| 1        | кумыки         | 357 ▲             | 95,96 % |
| 2        | даргинцы       | 13 ▼              | 3,49%   |
| 2.000001 | не указавшие   | 0                 | 0 %     |
| 2.000002 | прочие         | 2 ▼               | 0,53 %  |
| 2.000003 | всего          | 372               | 100 %   |